# Fontaine de Tophane
 (novembre 2020).
Si vous disposez d'ouvrages ou d'articles de référence ou si vous connaissez des sites web de qualité traitant du thème abordé ici, merci de compléter l'article en donnant les références utiles à sa vérifiabilité et en les liant à la section « Notes et références ».

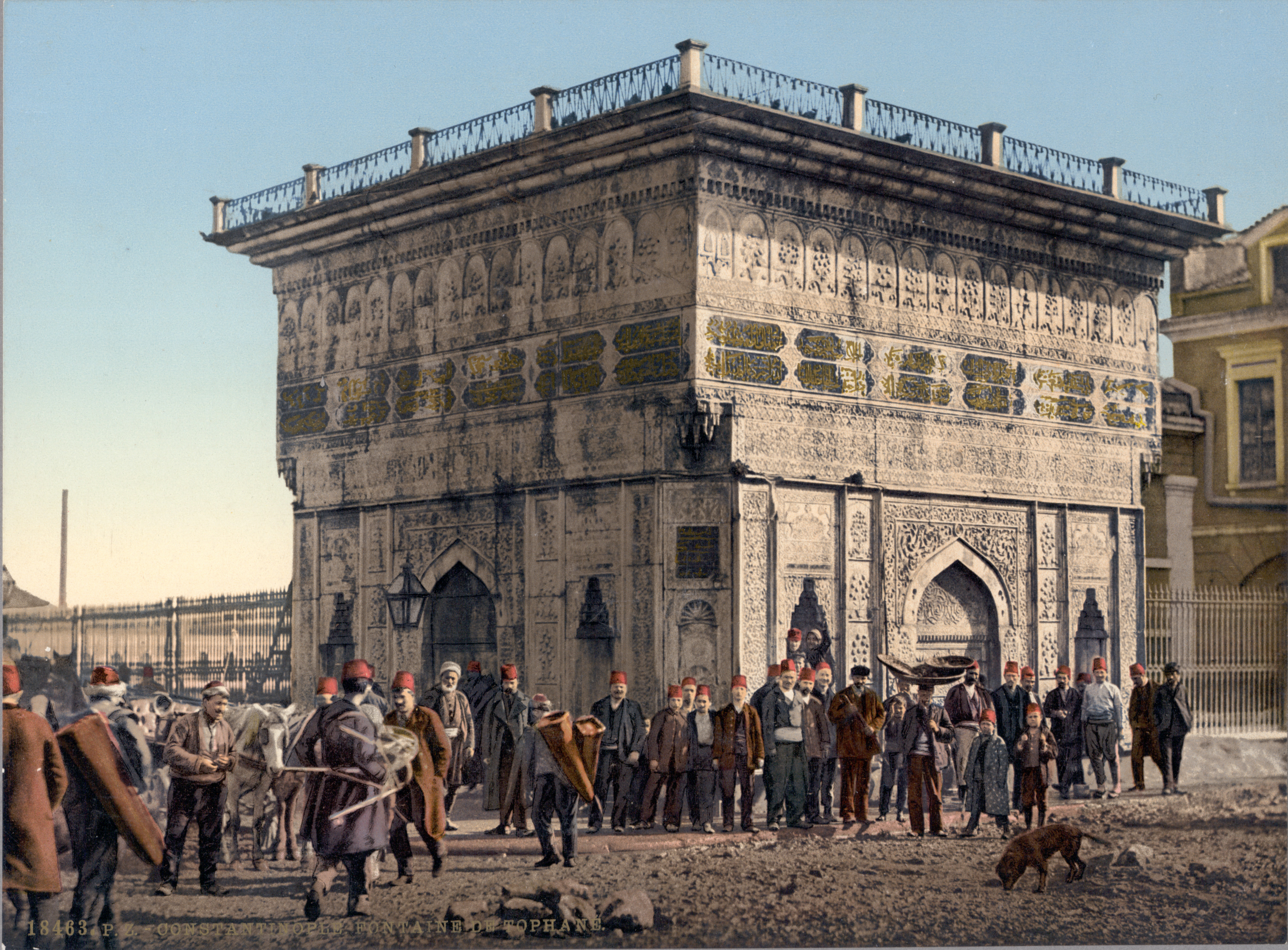
Fontaine de Tophane entre 1890 et 1900.

La fontaine de Tophane (en turc : Tophane Çeşmesi) est une fontaine publique du XVIIIe siècle construite par le sultan ottoman Mahmud Ier en style rococo ottoman. Elle est située sur la place du quartier de Tophane dans le quartier de Beyoğlu à Istanbul, en Turquie.

## Histoire
Le sebil, une fontaine publique destinée à fournir de l'eau potable aux voyageurs et de l'eau courante pour les besoins rituels de lavage de prières, a été commandé par le sultan Mahmud Ier (règne de 1730 à 1754). Il a été construit en 1732, à une époque de grande importance attachée à la construction de nombreuses fontaines.
La fontaine est voisine du complexe Kılıç Ali Paşa au sud-ouest, de la mosquée Nusretiye au nord-est, des ateliers de Tophane au nord-ouest et du quai au sud-est. 
La fontaine a subi deux restaurations majeures. La première a été réalisée en 1837, au cours de laquelle son toit a été complètement changé et un toit plat en forme de terrasse a été adapté. Dans les années 1956–1957, il a été restauré dans le cadre de la transformation urbaine, et le toit et les larges avant-toits ont été réarrangés en respectant la forme originale vue sur les gravures.  
En 2006, l'un des plus grands conglomérats de Turquie a contribué aux travaux de rénovation de la fontaine. À cette occasion, la fontaine a de nouveau été alimentée en eau.   

## Architecture
Elle a été conçue par l'architecte de la cour Kayserili Mehmed Ağa dans le style architectural rococo de la Période des Tulipes ottomanes (1703–1757).  Elle est dotée d'ornements montrant une transition du style classique au style rococo. Sa conception présente des similitudes avec la fontaine d'Ahmed III au palais de Topkapi (1729) et la fontaine d'Ahmed III à Üsküdar (1729).   
La fontaine comporte une inscription entourant toute la structure et comprenant un poème de Nahifi écrit en calligraphie islamique. 

## Galerie

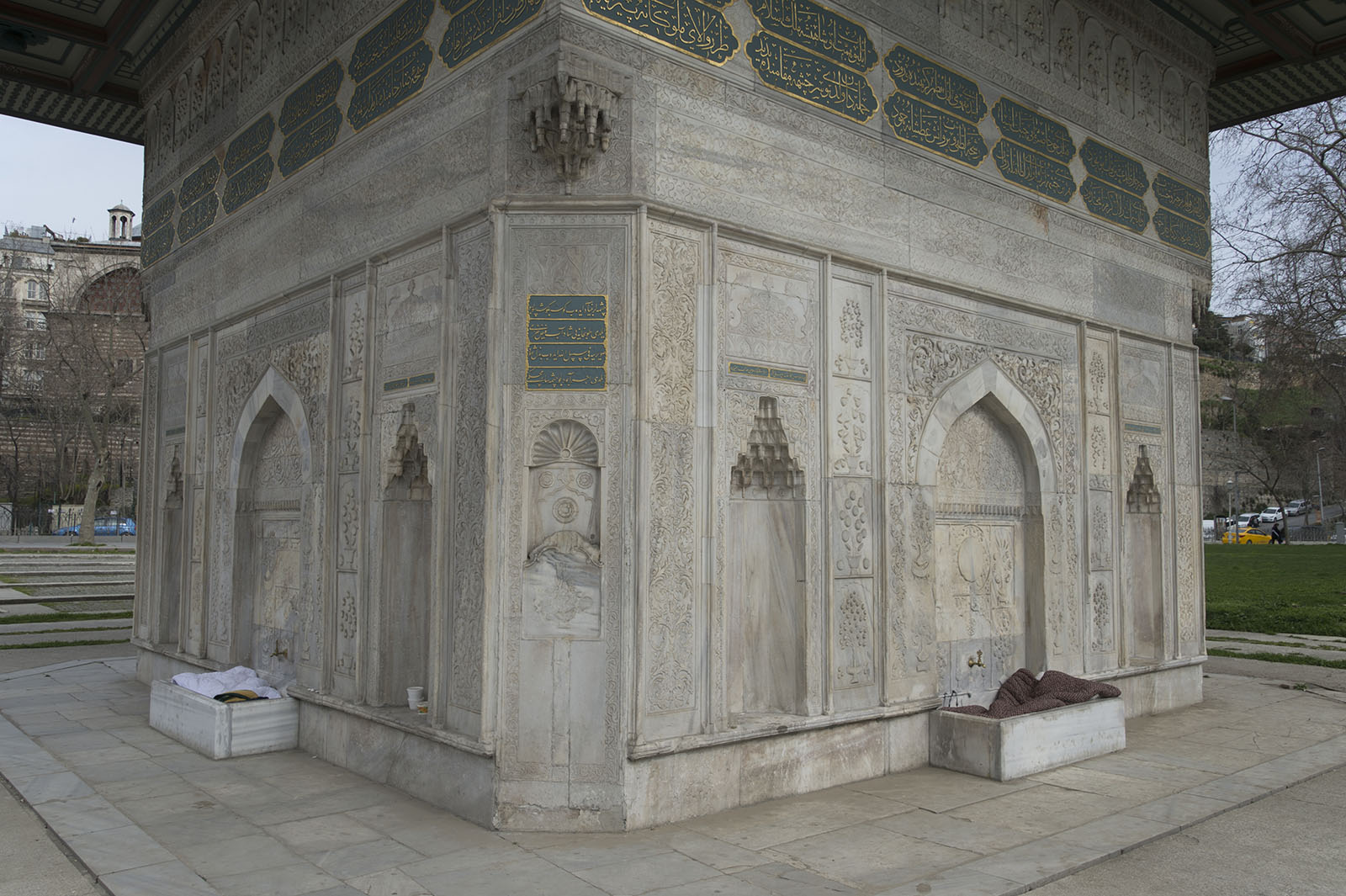
Fontaine de Tophane du nord-ouest
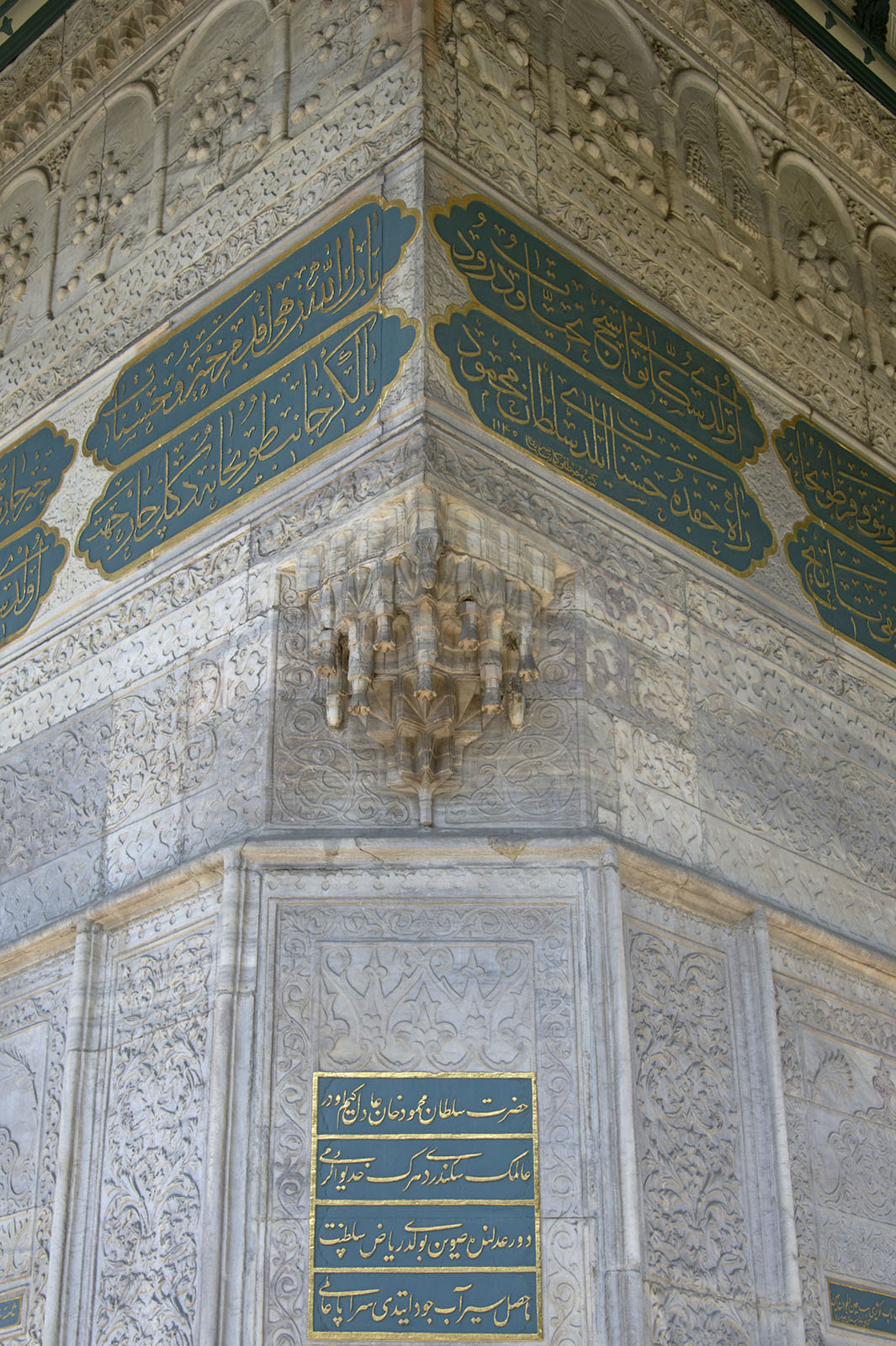
Coin de fontaine Tophane
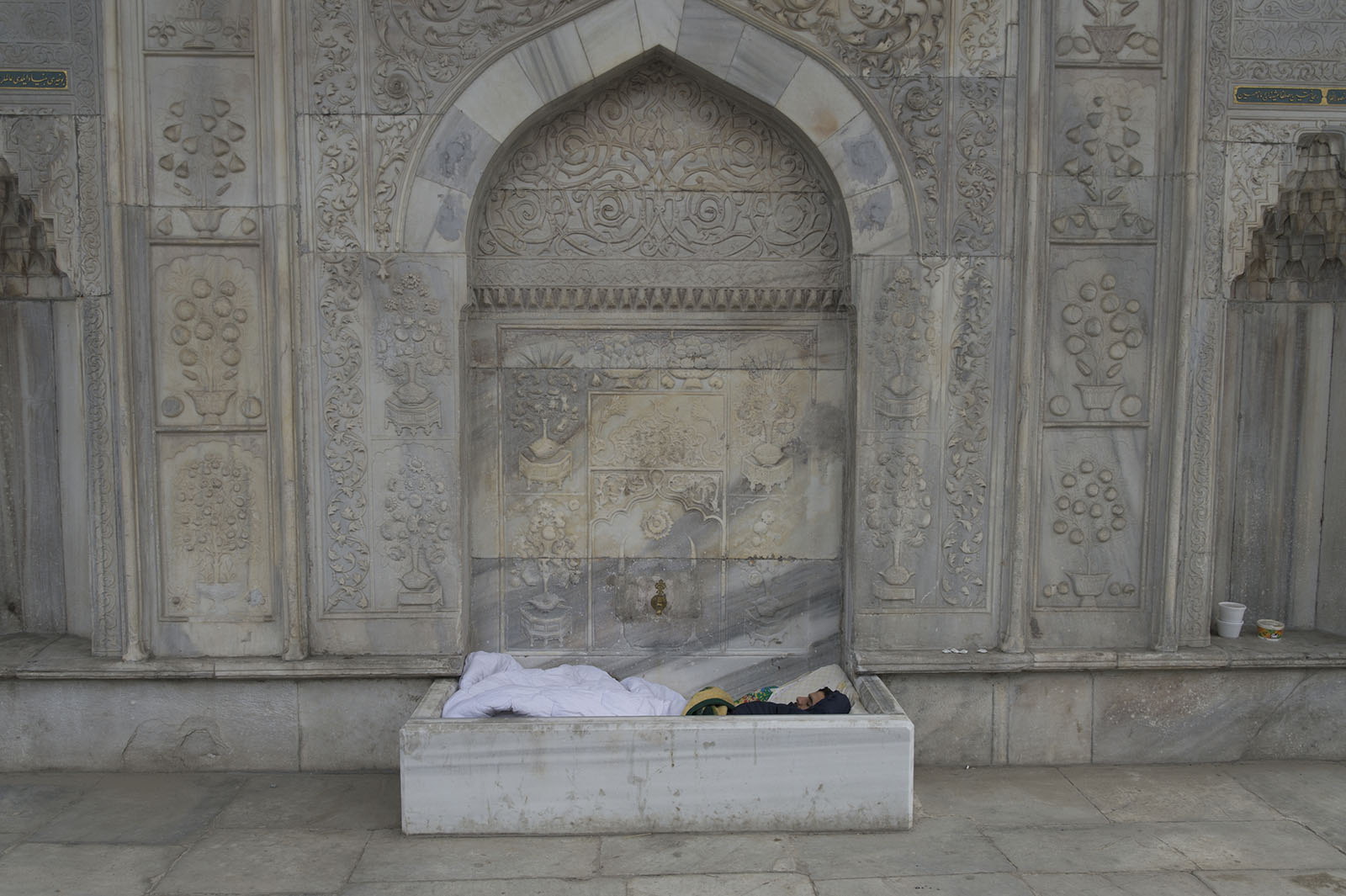
Abreuvoir
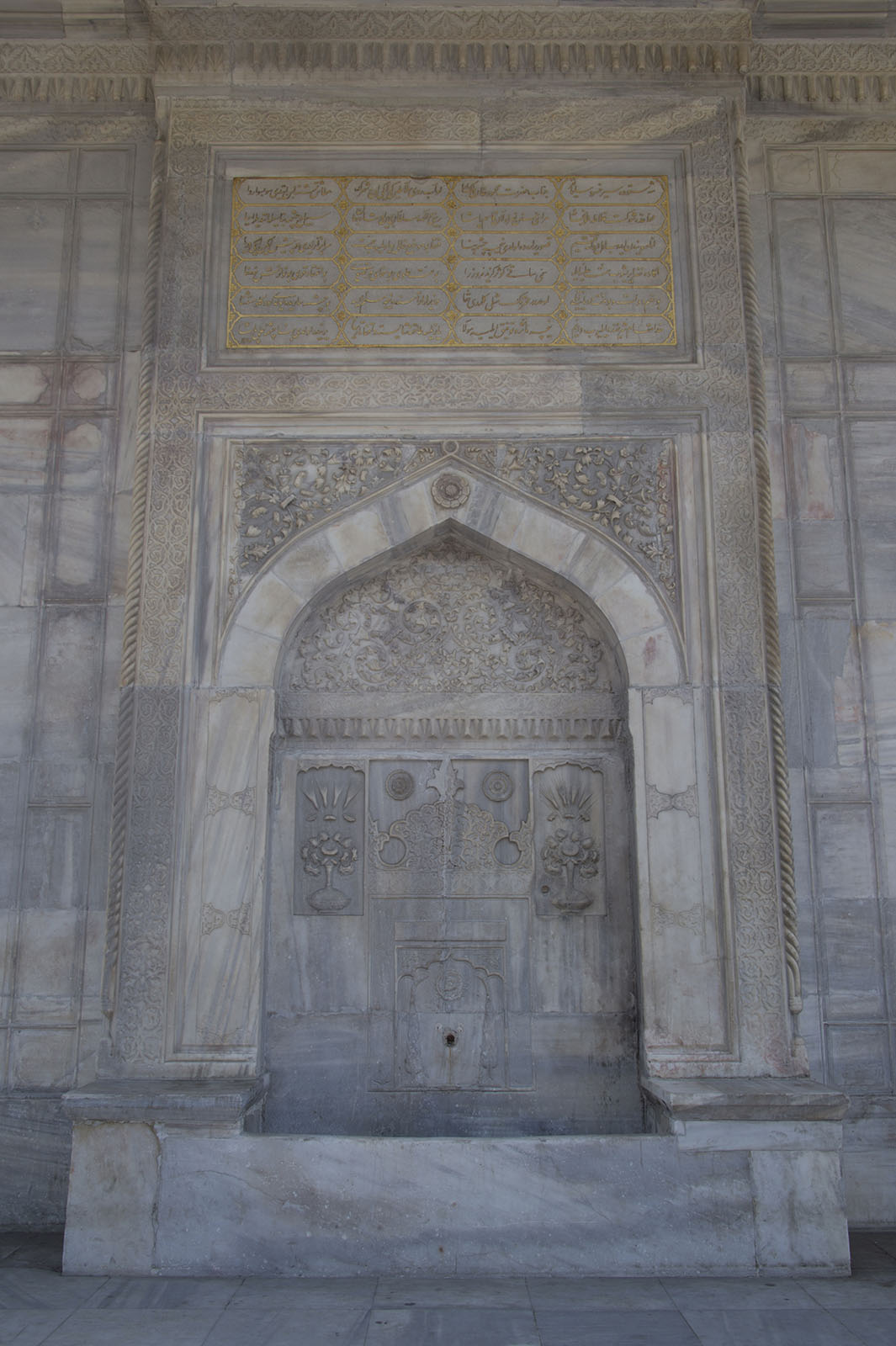
Abreuvoir
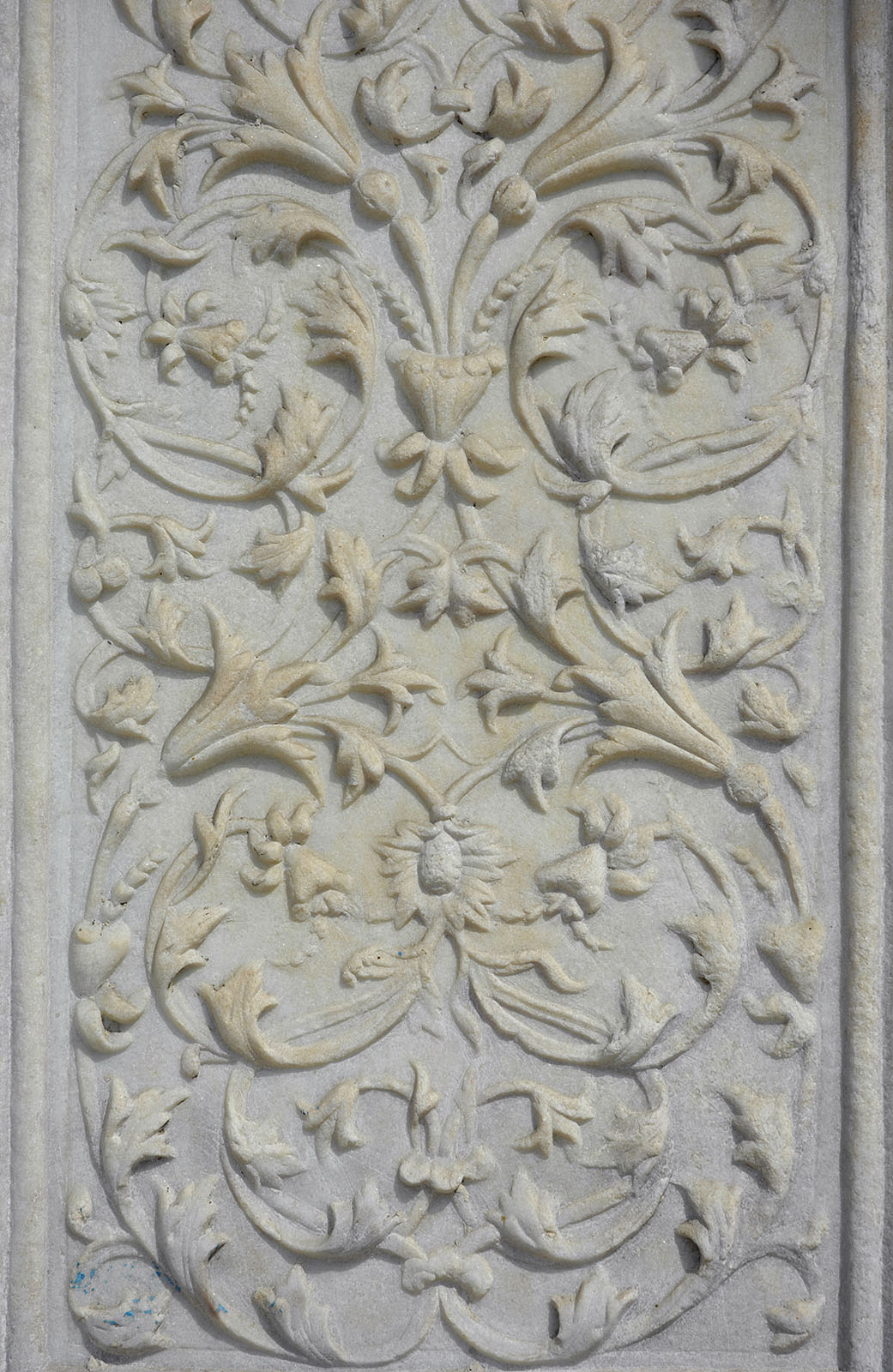
Décoration florale et arabesque
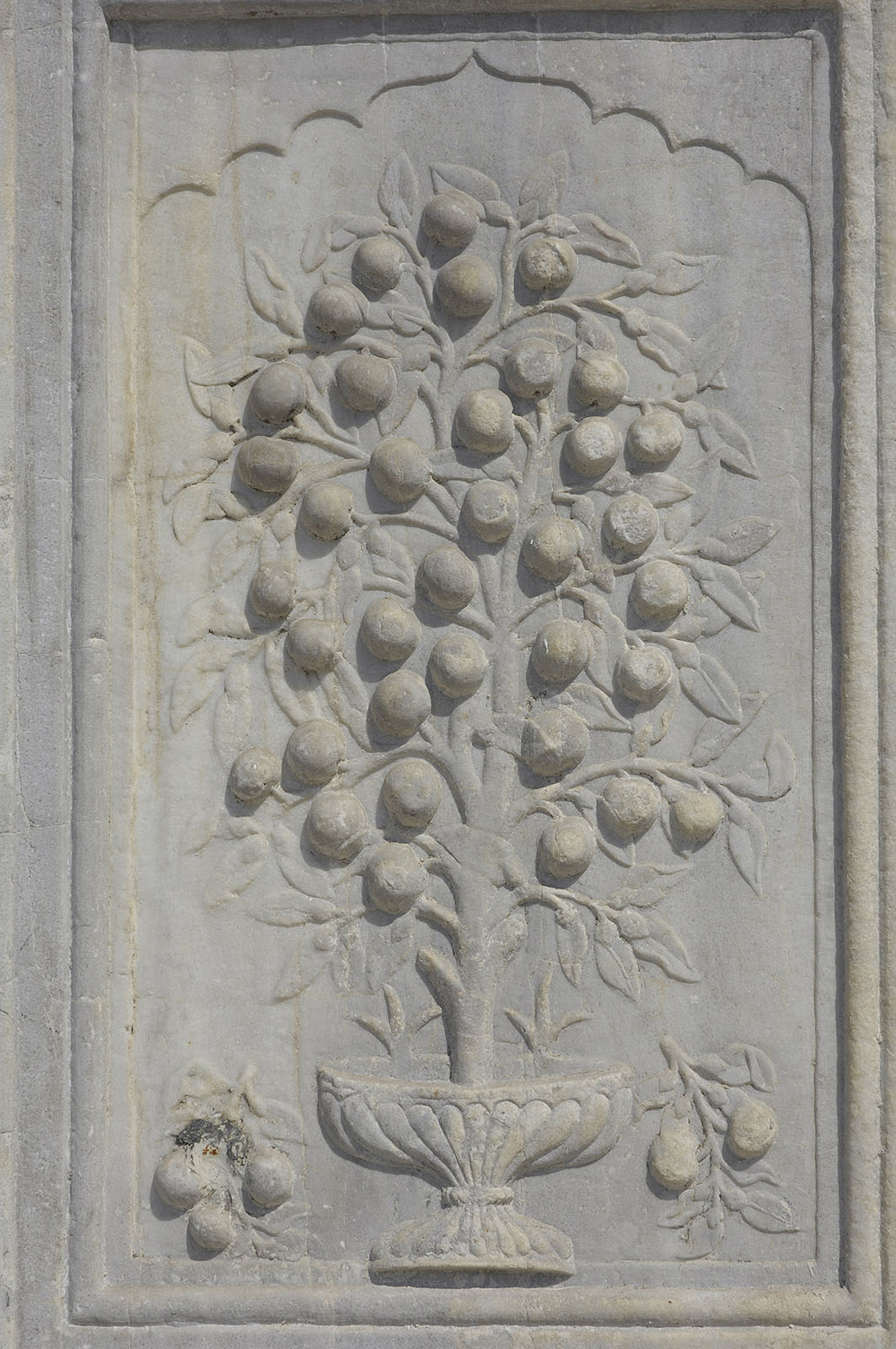
Décoration d'arbre
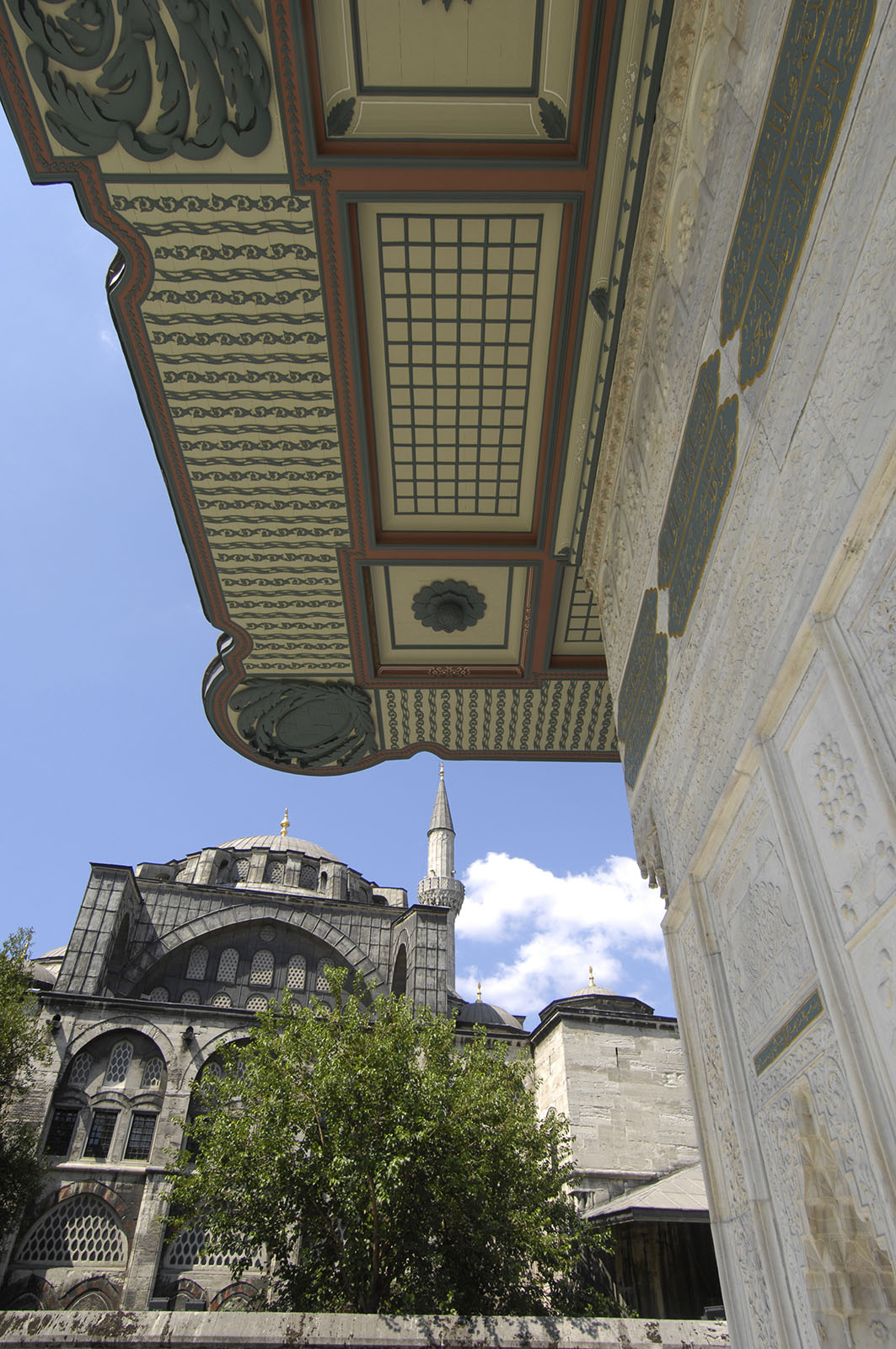
Côté fontaine Tophane et Kiliç Ali Paşa